# Алматинский район
Алматинский район (каз. Алматы ауданы / Almaty audany) — административно-территориальная единица города Астаны. Образован 6 мая 1998 года.
До 16 марта 2018 года площадь района составляла 206 км² или 209,83 км² или 210,54 км², а 16 марта 2018 года часть территории района была передана в состав новообразованного Байконурского района и сократилась до 154,71 км². 23 мая 2024 года было предложено разделить район на две части. Северная часть Алматинского района сохранила свое название, но площадь уменьшилась до 85,18 км², а южная часть стала новым административным районом «Сарайшык» общей площадью 69,53 км²

## Название
Во избежание путаницы с другими одноимёнными районами общественниками предлагается дать название — Акбулакский район.

## Население
| Год  | Население (человек) | % от общего кол-ва |
| ---- | ------------------- | ------------------ |
| 2019 | 298 828             | 27,71 %            |
| 2018 | 453 370             | 43,99 %            |
| 2017 | 431 377             | 44,35 %            |
| 2016 | 381 106             | 43,67 %            |
| 2015 | 379 854             | 44,54 %            |
| 2014 | 368 027             | 45,19 %            |
| 2013 | 363 691             | 46,74 %            |

Национальный состав (на начало 2019 года):
- казахи — 240 149 чел. (80,36 %)
- русские — 35 066 чел. (11,73 %)
- украинцы — 3 714 чел. (1,24 %)
- татары — 3 196 чел. (1,07 %)
- узбеки — 2 836 чел. (0,95 %)
- немцы — 2 516 чел. (0,84 %)
- корейцы — 2 061 чел. (0,69 %)
- киргизы — 1 382 чел. (0,46 %)
- белорусы — 1 065 чел. (0,36 %)
- азербайджанцы — 1 024 чел. (0,34 %)
- поляки — 839 чел. (0,28 %)
- чеченцы — 418 чел. (0,14 %)
- ингуши — 412 чел. (0,14 %)
- уйгуры — 361 чел. (0,12 %)
- башкиры — 354 чел. (0,12 %)
- армяне — 331 чел. (0,11 %)
- молдоване — 1 чел. (0,001 %)
- другие — 2 899 чел. (0,97 %)
- Всего — 298 828 чел. (100,00 %)

## Акимы
1. Шакиров, Ахметала Ахметжанович (07.1998 — 08.2002)[16]
2. Коныспай Касенгалиев (19.08.2002)[17]
3. Еркетаев, Мухтар Дюсенович (05.08.2003)[18]
4. Касенов, Гайдар Кабдуллаевич (08.2007 — 04.2008)[19]
5. Ахметов, Сапар Кайратович (04.2008 — 02.2013)[20]
6. Кулагин, Павел Сергеевич (05.03.2013 — 07.2013)[21][22]
7. Сагын, Бекбол Убайдоллаевич (09.07.2013 — 26.10.2015)[23]
8. Кулагин, Павел Сергеевич (2015 — 10.2016)[24]
9. Сарсембаев, Адильбек Зейнуллаевич (20.10.2016 — 18.05.2020)[25][26]
10. Есполов, Бектенбай Тлектесулы (19.05.2020[27] — 07.2021)[28]
11. Бекмурзаев, Ерлан Орынбасарович (07.2021 — 12.2021)[29]
12. Нурсагатов, Нурбол Тулегенович (23.12.2021 — 07.2022)[30]
13. Саматулы, Максат (24.08.2022 — 18.11.2024)[31]
14. Тауекелов, Рустем Серикович (с 18.11.2024)[32]

## Парки
- Триатлон парк Астана
- Парк Жеруйык
- Парк им. Б. Момышулы
- Президентский парк

## Населённые пункты бывшие на месте района
- Железнодорожный